# Oscillateur à déphasage
 (décembre 2015).
Si vous disposez d'ouvrages ou d'articles de référence ou si vous connaissez des sites web de qualité traitant du thème abordé ici, merci de compléter l'article en donnant les références utiles à sa vérifiabilité et en les liant à la section « Notes et références ».

Schéma de principe d'un oscillateur à déphasage.

Un oscillateur à déphasage est un oscillateur électronique fournissant un signal sinusoïdal. Il est composé d'un amplificateur inverseur dont la boucle de contre-réaction contient un filtre déphasant le signal de 180° à la fréquence d'oscillation.

## Fréquence de fonctionnement
On peut calculer la fréquence de fonctionnement du montage de la manière suivante:
{\displaystyle f_{0}={1 \over {2\pi \cdot RC\cdot {\sqrt {6}}}}}
L'atténuation du montage 3 x RC est alors de 29 ce qui signifie que l'on doit avoir un rapport {\displaystyle R_{fo} \over R_{1}} = 29 pour obtenir de gain de boucle = 1